# La finestra indiscreta
|  | Per a altres significats, vegeu «La finestra indiscreta (programa de ràdio)». |

La finestra indiscreta (en anglès i originalment, Rear Window) és una pel·lícula estatunidenca de 1954, dirigida per Alfred Hitchcock i escrita per John Michael Hayes, basada en el relat curt It had to be a murder escrit el 1942 per Cornell Woolrich. Està interpretada per James Stewart, Grace Kelly, Wendell Corey, Thelma Ritter i Raymond Burr. El film és considerat per molts crítics com una de les millors obres d'en Hitchcock i de les millors pel·lícules de thriller. Ha estat doblada i subtitulada al català.
Va rebre quatre nominacions als Oscars i una al BAFTA a la millor pel·lícula, i va formar part del Registre estatunidenc de pel·lícules el 1997. Ocupa el lloc número 48 en la llista de les cent millors pel·lícules del segle segons l'American Film Institute.

## Resum

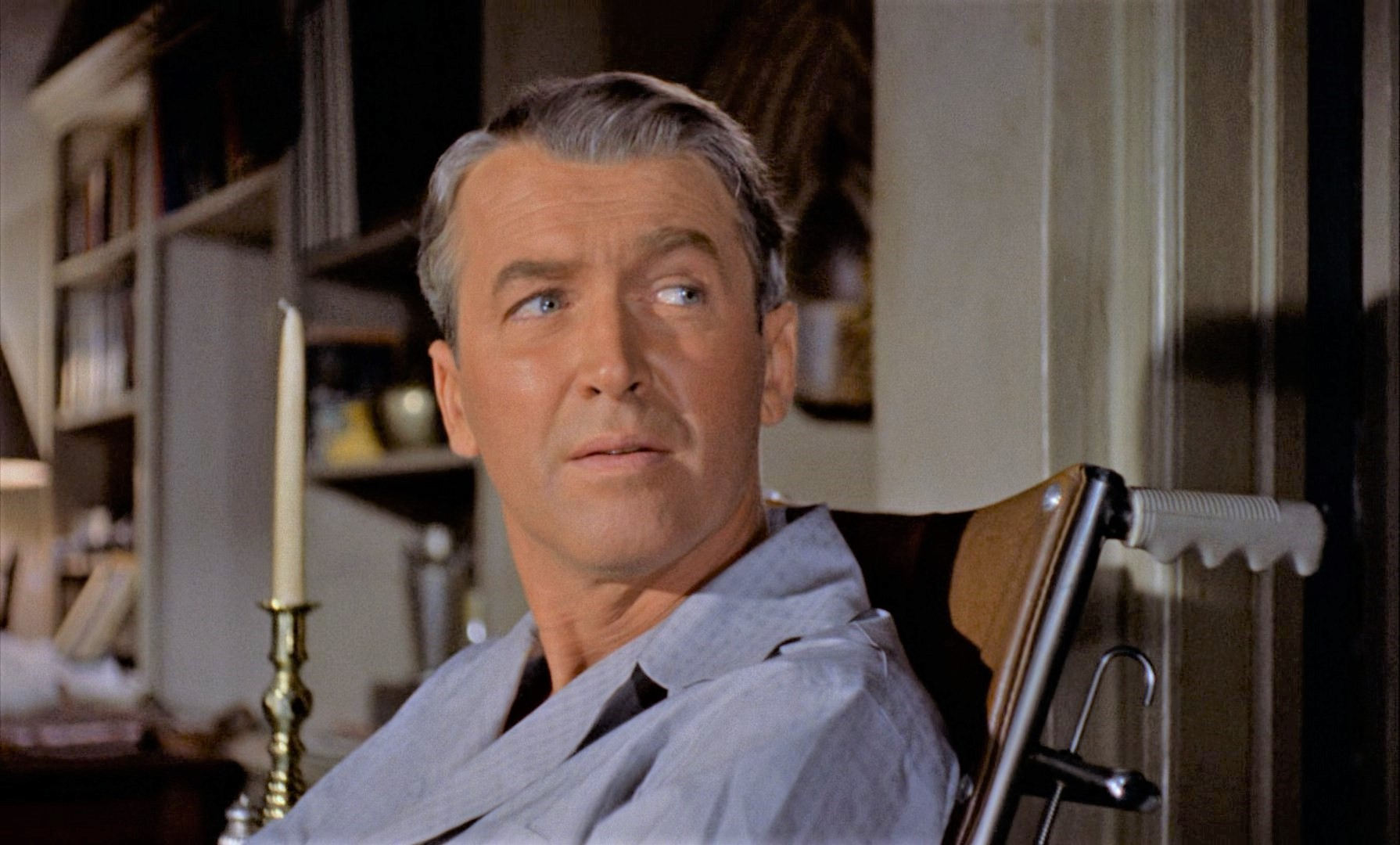
James Stewart en una escena de la pel·lícula.

El fotògraf L.B. Jefferies (James Stewart) està convalescent amb una cama trencada i confinat a una cadira de rodes en el seu petit apartament a Greenwich Village. Passa el temps espiant als veïns per la finestra: una ballarina que practica en roba interior, una dona solitària, un compositor treballant amb el seu piano i algunes parelles, com la formada pel venedor Lars Thorwald (Raymond Burr) i la seua dona, postrada al llit.
Cada dia, Jefferies és visitat per Stella (Thelma Ritter) una infermera, i per Lisa Fremont (Grace Kelly), la seua promesa. Ell conta a totes dues el que veu del comportament dels seus veïns. Després que el venedor carregue grans bagatges durant diverses nits, el fotògraf s'adona que la dona del venedor ha marxat, i després veu com Lars està netejant un gran ganivet. Posteriorment, el venedor porta un altre farcell carregat de roba, que deixa perquè se l'enduguen. Amb aquests indicis, Jefferies, Stella i Lisa creuen que Lars ha mort la seua dona.
Un vell amic de Jefferies, en Doyle (Wendell Corey), que ara exerceix de detectiu, esbrina sobre el cas i troba que la senyora Thorwald és al camp, d'on ha enviat una postal al seu marit, i el farcell porta la seua roba. Tant Jefferies com Lisa admeten que n'han fet un gra massa i què el crim no s'ha produït. Però, una nit se sent un crit i apareix mort el gos d'una veïna. Tot el veïnat surt a la finestra per veure què ha passat, llevat d'en Lars Thorwald, que roman al seu fosc apartament, fumant una cigarreta.
La parella protagonista segueix convençuda de la culpabilitat del venedor, i de manera anònima li passen una nota amb el text "Què ha fet amb ella?" per veure la seua reacció. A més a més, per treure'l del pis, en Jefferies telefona a Lars i el cita a un bar. Pensa que el venedor va matar el gos perquè l'animaló cavava sobre quelcom cremat en unes plantes del jardí. Quan Lars surt, Stella i Lisa proven de cavar també en eixe punt, però no hi troben res.
Lisa puja per l'escala d'incendis i entra a l'apartament d'en Lars per una finestra oberta. Dins, hi troba l'anell de casada de la muller del venedor, que mai no s'hauria tret en un viatge. Lisa intenta cridar l'atenció de Jefferies, però aquest només pot observar com en Lars torna al seu apartament, enxampant Lisa al seu interior. Criden a la policia i Stella veu com Lars descobreix la presència de la xica, i l'aborda. Veuen com s'apaga el llum i senten els crits de Lisa demanant auxili, llavors arriba la policia, que salva la noia. Amb la policia al davant, el fotògraf observa com Lisa es posa l'anell de casada de la senyora Thorwald i fa senyals a Jefferies, cosa que també veu en Lars.
Jefferies telefona a Doyle, convençut de la culpabilitat de Thorwald. Stella surt del pis i deixa sol el malalt. Des de la seua finestra, Jefferies veu com Lars surt de l'apartament i puja les escales del seu. Com a única defensa, només té el flaix de la càmera. La porta s'obre i Thorwald pregunta: "Qui ets? Què vols de mi?". Jefferies no respon i Lars va cap a ell; aleshores Jefferies prem el flaix i cega momentàniament l'agressor. Finalment, Lars agafa Jefferies i l'empeny per la finestra oberta. Agafant-se des de fora, crida demanant ajut. Veu com Lisa, Dolley i la policia arriben on és ell i el salven en l'últim moment, quan els cau al damunt. Thorwald, per la seua banda, confessa l'assassinat de la seua dona i la policia se l'emporta.
Uns pocs dies després, apareix Jefferies amb les dues cames trencades, Lisa llegeix un llibre feliçment asseguda al seu costat.

## Repartiment

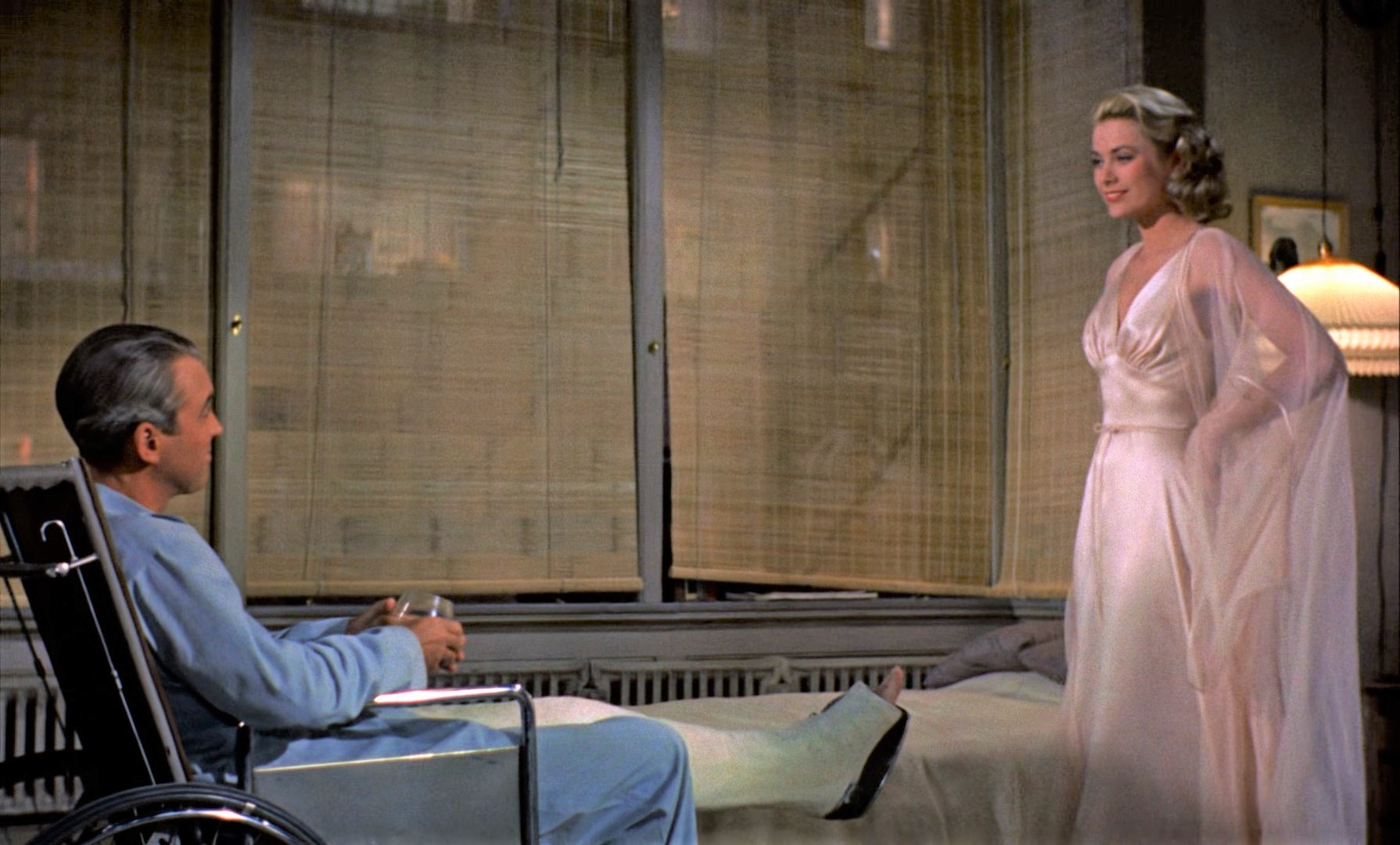
James Stewart i Grace Kelly.

| - James Stewart com a L. B. Jeffries - Grace Kelly com a Lisa Carol Fremont - Wendell Corey com a Detectiu Tinent Thomas J. Doyle - Thelma Ritter com a Stella - Raymond Burr com a Lars Thorwald - Judith Evelyn com a Miss Lonelyheart - Ross Bagdasarian com a Compositor - Georgine Darcy com a Miss Torso - Sara Berner com a Dona que viu sobre els Thorwalds - Frank Cady com a Marit que viu sibre els Thorwalds - Jesslyn Fax com a Veïna - Rand Harper com a acabat de casar - Havis Davenport com acabada de casar | - Irene Winston com a Mrs. Anna Thorwald - Marla English com a Xica a la festa del compositor - Kathryn Grant com a Xica a la festa del compositor - Anthony Warde com a Detectiu - Benny Bartlett com a Home amb Miss Torso - Fred Graham com a Detectiu - Harry Landers com a Home amb Miss Lonelyheart - Dick Simmons com a Home amb Miss Torso - Iphigenie Castiglioni com a Dona amb pardal - Ralph Smiley com a Carl - Eddie Parker com a Detectiu - Len Hendry com a Policia - Mike Mahoney com a Policia |

## Producció
La pel·lícula va ser rodada íntegrament als estudis de la Paramount i va usar el Technicolor. Hi ha un ús molt acurat dels sons, que inclou sons naturals i la música que recorre l'edifici d'apartaments. En un moment, sona la cançó de Bing Crosby "To See You Is to Love You" de la pel·lícula Road to Bali (1952).
Hitchcock va comptar amb la famosa dissenyadora Edith Head per crear els vestits en totes les seves pel·lícules a la Paramount, inclosos vestits especialment "romàntics" per a Grace Kelly.
A banda, el veterà compositor Franz Waxman apareix acreditat a la banda sonora del film, tot i que les seves contribucions es limiten a l'obertura i els credits finals, així com la tonada que toca un dels veïns al piano.

## Anàlisi
Els estudiosos estan particularment interessats en què la relació establerta entre Jeffries i Lisa pot ser comparada amb la dels veïns als quals espien. El film convida a l'especulació sobre quines de les diferents formes de relació seguiran els protagonistes.
- Thorwald i la seua dona són la versió inversa de Jeffries i Lisa (Lars té una muller invàlida i Lisa té un nuvi invàlid.
- Els nou casats semblen perfectes l'u per l'altre al començament (passen gairebé tota la pel·lícula al dormitori amb les persianes baixades), però al final hi apareixen certs problemes quan la dona a cansar-se del marit, un sentiment semblant al que Jeffries té temor si es casa amb Lisa.
- La parella madura amb el gos semblen contents i tenen un monòton estil de vida que Jeffries no desitja en absolut.
- El compositor i Miss Lonelyhearts tenen vides frustrades i al final troben confort l'un amb l'altre. La nova tonada del compositor allunya a la dona del suïcidi i aquest troba una vàlua al seu treball. Subtilment, es deixa veure que Jeffries i Lisa estan fets l'un per l'altre, tot i la seva tossuderia: la peça que crea el compositor rep als crèdits el nom de Lisa's Theme.

Els mateixos personatges hi troben una semblança entre Lisa i Miss Torso, la ballarina que participa en festes masculines.
Altres anàlisis se centren en la relació entre Jeffries i l'altre costat del bloc d'apartaments, com una simbòlica relació entre espectador i pantalla. La teòrica del cinema Mary Ann Doane ha assenyalat que Jeffries simbolitza a l'audiència, que es torna obsessionat amb la "pantalla", on se succeeixen un seguit d'històries. Aquesta línia d'anàlisi ha estat seguida per una teoria feminista: Doane apunta que, seguint mètodes freudians, les espectadores es "masculinitzen". Se centra en la conducta passiva de Jeffries en el romanç amb Lisa, fins que aquesta salta del costat d'espectador al de la pantalla, quan busca l'anell de la senyora Thorwald. És llavors quan Jeffries mostra la seva passió per la xica. En el clímax, quan ells és llançat a través de la finestra, també forma part del xou, encara que de manera forçosa.
En un altre ordre, la cinta és de 1954, auge del MacCarthysme, per la qual cosa el film s'aprofita del temor a una guerra nuclear, feixismes i totalitarisme comunista. Ve a assenyalar que el govern no pot estar en tots els llocs i emfasitza la necessitat dels ciutadans a espiar al veïnat per denunciar als "elements indesitjables".

## Premis i nominacions

### Nominacions[5]
- Oscar a la millor direcció (Alfred Hitchcock)
- Oscar al millor guió adaptat (John Michael Hayes)
- Oscar a la millor fotografia en color (Robert Burks)
- Oscar al millor so (Loren L. Ryder)